# Alekséi Yermólov
Alekséi Petróvich Yermólov (en ruso: Алексе́й Петро́вич Ермо́лов; 24 de mayo de 1772 - 11 de abril de 1861) fue un general de la plana mayor del Imperio ruso en el siglo XIX. Su estilo de vida romántico lo hizo célebre en su tiempo, hasta el punto que Aleksandr Pushkin, Vasili Zhukovski y otros poetas se sirvieron de su figura como fuente de inspiración.

## Juventud
Alekséi Yermólov desciende de un noble linaje ruso, los Orlov. Diplomado en la Universidad de Moscú, se inscribe en el Regimiento Preobrazhenski de la Guardia Imperial el 16 de enero de 1787. Tras cuatro años en el Ejército Imperial Ruso es ascendido a teniente y enviado a los dragones de Nizhni Nóvgorod donde será promovido a capitán. Pasa al cuerpo de cadetes de los Ingenieros y Artilleros en 1793. En ese año es enviado contra los polacos en la insurrección de Kościuszko. Tras el asalto de Praga recibe la Orden de San Jorge de cuarta clase el 12 de enero de 1795. Al año siguiente tomará parte en la expedición rusa a Persia de 1796, a lo largo del mar Caspio.
Será detenido el 7 de enero de 1799 por conspiración contra el zar, pasando dos años en el exilio en Kostromá, donde aprenderá latín. El asesinato de Pablo I en 1801 y las ascensión al trono de Alejandro I, le permitieron retomar su puesto en el servicio armado, bajo las órdenes de Aleksandr Suvórov en el 8.º Regimiento de Artillería (13 de mayo de 1801) y en la artillería montada (21 de junio de 1801).

## Guerras napoleónicas
Será a partir de entonces cuando Yermólov comienza a despuntar. Como tropa de la Tercera Coalición, en 1805, Yermólov sirve en el flanco de las batallas de Amstetten y Austerlitz. A causa de sus méritos es promovido a coronel el 16 de julio de 1806. En la Cuarta Coalición, participó en la vanguardia de Piotr Bagratión en la batalla de Eylau y en la retirada a Landsberg. Participa como comandante de artillería en la batalla de Guttstadt, en la de Deppen, en la de Heilsberg y en la de Friedland, por lo que es condecorado caballero de la orden de San Jorge (3.ª clase, 7 de septiembre de 1807). Será promovido a mayor-general el 28 de marzo de 1808 e inspector de la artillería montada. En 1809 inspecciona la artillería del ejército del Danubio, mientras que la Quinta Coalición le deja en la retaguardia, a cargo  de las reservas, por lo que permanece dos años en las guberniyas de Volinia y Podolsk. En 1811 toma el mando de una compañía de artillería de la Guardia y en el 1812 se traslada al cuartel general del ejército del oeste de Mijaíl Barclay de Tolly. En la Sexta Coalición tomó parte en la batalla de Smolensk, la batalla de Valútino y en una disputa entre Bagratión y Barclay de Tolly en la que tendrá que dirigirse al emperador. Se convertirá en teniente general el 12 de noviembre de 1812. En la batalla de Borodinó fue herido, lo que le valió el recibir la orden de Santa Ana. En esas fechas también participa bajo las órdenes de Mijaíl Milorádovich en las batallas de batalla de Maloyaroslávets, en la de Viazma y en la de batalla de Krasnoi, y más tarde bajo el mando de Grigori Rosen, lo que le valdrá la promoción a comandante de la artillería de los ejércitos rusos hasta 1814.
En la campaña de Alemania (1813) es reclutado en la segunda división de la Guardia tras haber sido acusado de insubordinación, y participa en la batalla de Lützen, en la de Bautzen, despuntando brillantemente en la de Kulm, por la que recibirá la cruz de hierro prusiana.
La campaña de Francia (1814) le ve mostrar su valor en la batalla de París (1814) por la que asciende en la orden de San Jorge el 7 de abril.

## El Cáucaso
Como general de artillería, marcha hacia el Cáucaso para ejercer funciones policiales en las que se distinguirá por la brutalidad de su represión. Respondiendo a una nota de Alejandro I, afirma que "deseo que mi nombre sea sinónimo de terror de modo que guarde mejor nuestras fronteras que una cadena de fortalezas". Yermólov fue responsable del ahorcamiento de mujeres y niños en plazas públicas.
Fue nombrado comandante en jefe de las tropas rusas en Georgia y comandante del cuerpo de ejército independiente en Georgia el 21 de abril de 1816. Este nombramiento le comportará enemistades entre sus superiores, pero demostrará sus habilidades como administrador fortificando la línea defensiva del río Sunzha, fundando Grozni y pacificando a las tribus locales en el periodo 1817-1818 y también negociando con Persia en 1818. Este éxito le valió la promoción a general de infantería y el derecho a combinar los títulos  de comandante en jefe de Georgia y embajador en Persia durante diez años. Pese a gozar de la estima de sus hombres, surgieron conflictos con el ministro de la guerra. Previene, en 1825, a su secretario diplomático Aleksandr Griboyédov, del frustrado golpe de Estado decembrista, lo que permite a este último evitar ser juzgado tras la destrucción de papeles comprometidos.
En 1827 su carrera recibe un fuerte golpe al ser elegido Iván Paskévich, favorito de Nicolás I y brillante general contra los persas, para su puesto, por lo que es puesto en retiro el 7 de diciembre de 1827. Cuatro años más tarde es elegido para el Consejo de Estado (6 de noviembre de 1831), recuperando su rango de general de infantería en 1833.

## Retiro

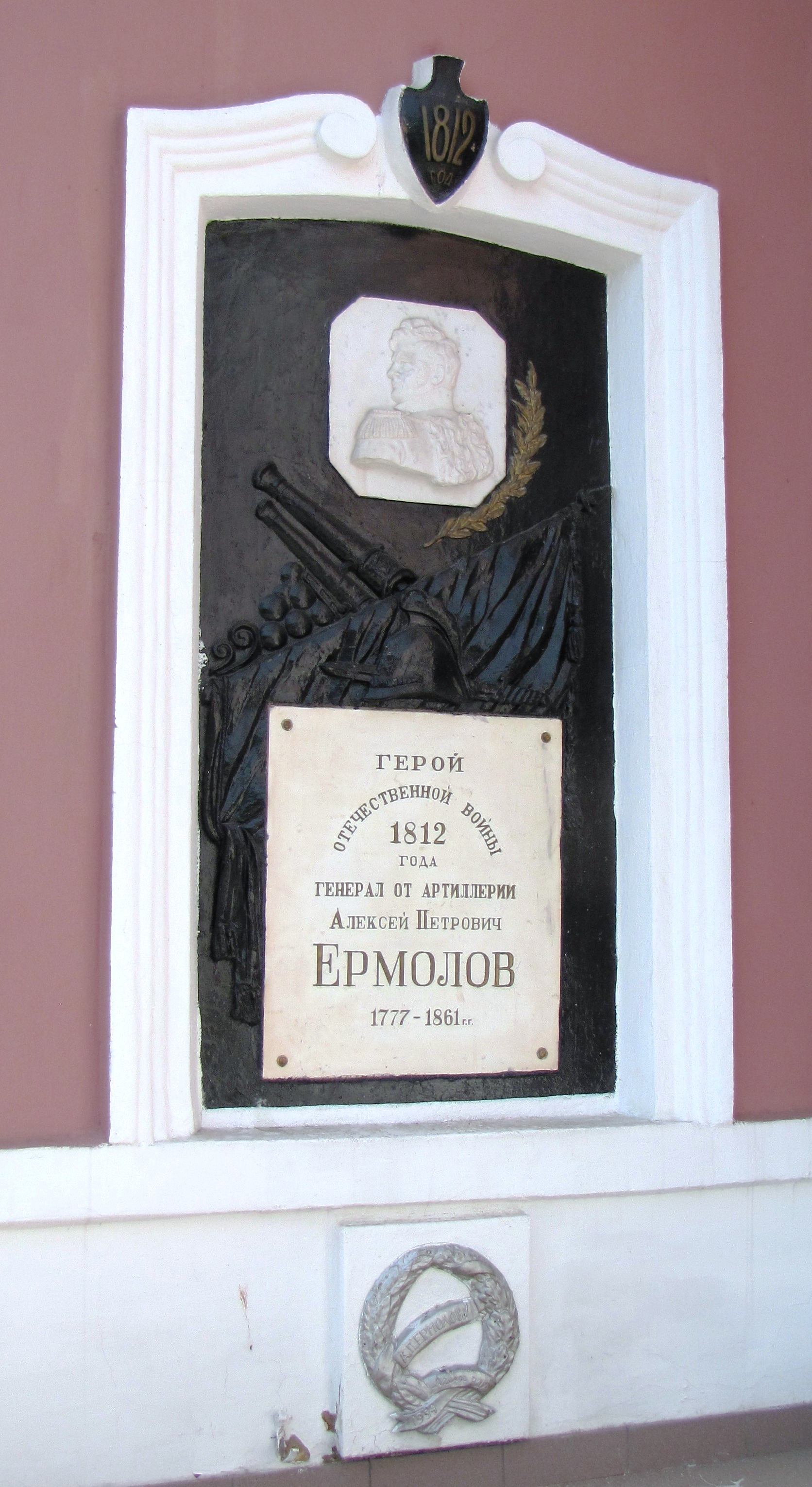
Tumba de Yermólov en Oriol.

Sus últimos treinta años de vida los pasó en su villa cerca de Oriol. Se le solicitó comandar una tropa de milicia campesina en la guerra de Crimea, pero lo rechazó por razones de salud. Murió el 23 de abril de 1861 en Moscú y fue enterrado en la capilla de la Trinidad de Oriol.

## Escritos
Dejó sus memorias escritas en tres partes (inicio de carrera, guerras napoleónicas y Cáucaso) que serían editadas en dos volúmenes tras su fallecimiento.

## Condecoraciones

### Imperio ruso
- Caballero de la Orden de San Andrés.
- Caballero de segunda clase de la Orden de San Jorge.
- Caballero de primera clase de la Orden de San Vladimiro.
- Caballero de la Orden de San Alejandro Nevski.
- Caballero de la Orden del Águila Blanca.
- Caballero de primera clase de la Orden de Santa Ana .

### Condecoraciones extranjeras
- Caballero de primera clase de la Orden del Águila Roja.
- Pour le Mérite y la Cruz de Hierro prusianas.
- Orden militar de María Teresa (3.ª clase) austrohúngara.
- Orden del mérito militar de Carlos-Federico de Baden.
- Orden del León y del Sol persa .
- Dos insignias al valor, una de ellas con diamantes.